# Майкъл Коутс
Майкъл Лойд Коутс (на английски: Michael Lloyd Coats) е капитан от USN и астронавт на НАСА, участник в три космически полета. Директор на Космическия център Линдън Джонсън, Хюстън, Тексас.

## Образование
Майкъл Коутс завършва колежа Рамона в Ривърсайд, Калифорния през 1964 г. През 1968 г. получава бакалавърска степен по инженерство от Военноморската академия в Анаполис, Мериленд. През 1977 г. получава магистърска степен по администрация от университета Джордж Вашингтон. През 1979 г. защитава още една магистратура - по аерокосмическо инженерство в Института по следдипломна квалификация на USN, Монтерей, Калифорния.

## Военна кариера
Майкъл Коутс става лейтенант от USN през 1968 г. През септември 1969 г. става военноморски пилот. Зачислен е в бойна ескадрила 192 (VA-192) на самолетоносача USS Kitty Hawk (CV-63). Взема участие в бойните действия във Виетнам. Лети на щурмовак A-7 Корсар. Извършва 315 бойни полета над вражеска територия. През 1972 г. става инструктор в бойна ескадрила 122 (VA-122). През 1974 г. завършва школа за тест пилоти. От април 1976 до май 1977 г. е инструктор в школата. В кариерата си има повече от 5000 полетни часа на 28 различни типа самолети и 400 кацания на палубата на самолетоносач.

## Служба в НАСА
Майкъл Коутс е избран за астронавт от НАСА на 16 януари 1978 г., Астронавтска група №8. През август 1979 г. завършва курса на обучение. Първите си назначения получава още при първите мисии на космическата совалка: включен е в поддържащия екипаж на STS-4 и CAPCOM офицер на STS-4 и STS-5. През февруари 1985 г. е номиниран за командир на мисията STS-61H, но полетът е отменен заради катастрофата с Чалънджър. Майкъл Коутс е взел участие в три космически полета и има 463 часа в космоса.

### Полети
| Космически полети на Майкъл Лойд Коутс                         | Космически полети на Майкъл Лойд Коутс | Космически полети на Майкъл Лойд Коутс | Космически полети на Майкъл Лойд Коутс | Космически полети на Майкъл Лойд Коутс | Космически полети на Майкъл Лойд Коутс | Космически полети на Майкъл Лойд Коутс |
| №                                                              | Дата                                   | КК                                     | Емблема на мисията                     | Функции                                | Продължителност                        |                                        |
| -------------------------------------------------------------- | -------------------------------------- | -------------------------------------- | -------------------------------------- | -------------------------------------- | -------------------------------------- | -------------------------------------- |
| 1                                                              | 30 август 1984                         | „Дискавъри“, мисия STS-41D             |                                        | Пилот                                  | 6 денонощия 00 часа 56 мин. 04 сек.    |                                        |
| 2                                                              | 13 март 1989                           | „Дискавъри“, мисия STS-29              |                                        | Командир                               | 4 денонощия 23 часа 38 мин. 52 сек.    |                                        |
| 3                                                              | 28 април 1991                          | „Дискавъри“, мисия STS-39              |                                        | Командир                               | 8 денонощия 07 часа 22 мин. 23 сек.    |                                        |
| Сумарно време в космоса – 19 денонощия 07 часа 56 мин. 19 сек. |                                        |                                        |                                        |                                        |                                        |                                        |

### Административна дейност
През ноември 2005 г. Майкъл Коутс става десетия директор на Космическия център Линдън Джонсън, Хюстън, Тексас.

## Награди
- Медал за отлична служба;
- Летателен кръст за заслуги (2);
- Боен въздушен медал (32);
- Медал за участие в бойни действия (9);
- Медал на НАСА за участие в космически полет (3).